# The Force
Pour les articles homonymes, voir Force et The Force (homonymie).
Pour plus de détails, voir Fiche technique et Distribution.
The Force est un film documentaire américain de type cinéma direct écrit et réalisé par Peter Nicks et sorti en 2017 au festival du film de Sundance.

## Synopsis
Le documentaire est consacré à la police d'Oakland (Californie) au moment où celle-ci tente de mettre en place des réformes visant à lutter contre les abus policiers dans un contexte de troubles sociaux, de manifestations réclamant la responsabilisation de la police et d'intervention fédérale à la suite de divers scandales,,.

## Fiche technique
- Titre original : The Force
- Réalisation : Peter Nicks
- Scénario : Peter Nicks, Linda Davis, Lawrence Lerew
- Photographie : Peter Nicks
- Montage : Lawrence Lerew
- Musique : Justin Melland
- Pays de production : États-Unis
- Langue originale : anglais
- Format : couleur
- Genre : documentaire
- Durée : 80 minutes
- Date de sortie : 
  - États-Unis : 22 janvier 2017 (Festival du film de Sundance)

## Distribution
- Cat Brooks : lui-même (comme Sheilagh Polk)
- Jonathan Cairo : lui-même
- Ben McBride : lui-même
- Johnna Watson : lui-même
- Sean Whent : lui-même
- Juan Carlos Zapata : Bridesgroom

## Prix et récompenses
- 2017 : Festival du film de Sundance : prix de la meilleure réalisation d'un film documentaire américain pour Peter Nicks